# انسجام مع الأنا وعدم انسجام مع الأنا
الانسجام مع الأنا أو التناغم مع الذات و عدم الانسجام مع الأنا أو عدم التناغم مع الذات هما مصطلحان يستخدمان في التحليل النفسي حيث يشير مصطلح «التناغم مع الأنا» إلي السلوكيات والقيم والمشاعر التي تكون محل قبول وتناغم مع احتياجات ومبادئ الأنا، أو بعبارة أخرى متسقة مع الأنا ومع صورة الذات، وعلى العكس من هذا المصطلح، فإن مصطلح «عدم التناغم مع الأنا» يشير إلي الأفكار والسلوكيات التي تتسبب في وجود صراع داخلي أو تنافر مع مبادئ الأنا وصورة الذات.

## قابلية التطبيق
قدمت درسات علم النفس اللاقياسي وصفا تفصيلا لكلا المصطلحين، كما أشارت إلي أن العديد من اضطرابات الشخصية يعتبرها المصابون بها علي أنها «متسقة من الأنا» من وجهة نظرهم، وبالتالي يصعب علاجهم أو تغييرهم، كما أن بعض المصابين قد ينكرون المشكلة وبالتالي لا يشعرون بحاجه للعلاج، ومثال آخر هو لعب القمار حيث أن اعتباره منسجما مع الأنا من عدمه هو شيء محكوم برؤية من يلعب القمار وهل هذا الفعل متسق مع صورته الذاتية أم لا.
يعتبر اضطراب الوسواس القهري غير منسجم مع الأنا، حيث أن الأفكار والمشاعر القهرية التي يعاني منها المريض هي مشاعر وأفكار غير متسقة مع ذاته، فهو يعلم أن هذه الأفكار غير مبرره وليس لها سبب. 

## تراث فرويد
قدم سيجموند فرويد مصطلح الانسجام مع الأنا أول مرة في كتاباته عن النرجسية عام 1914 وعد فرويد أن الصراع النفسي ينشأ عندما تتصارع الرغبات مع الأنا أو صورة الذات، وتتوقف شدة هذا الصراع على مدى اتساق هذه الرغبات مع الأنا من عدمه.